# Dicrodiplosis pseudococci
Dicrodiplosis pseudococci är en tvåvingeart som först beskrevs av Ephraim Porter Felt 1914.  Dicrodiplosis pseudococci ingår i släktet Dicrodiplosis och familjen gallmyggor. Inga underarter finns listade i Catalogue of Life.